# 2-й Тушинский проезд
Второ́й Ту́шинский прое́зд (до 11 апреля 1964 года — Втора́я Комсомо́льская у́лица, до 1960 года — Второ́й Комсомо́льский прое́зд города Тушино) — проезд, расположенный в Северо-Западном административном округе города Москвы на территории района Покровское-Стрешнево.

## История
Проезд находится на территории бывшего города Тушино, где он назывался Второ́й Комсомо́льский прое́зд по своему расположению в Комсомольском посёлке. В 1960 году город Тушино вошёл в состав Москвы, проезд был переименован во Втору́ю Комсомо́льскую у́лицу, а 11 апреля 1964 года улица получила современное название.

## Расположение
2-й Тушинский проезд проходит от реки Сходни на северо-запад, на запад от него отходит 1-й Тушинский проезд, далее также на запад отходит 3-й Тушинский проезд, затем 2-й Тушинский проезд поворачивает на запад, далее поворачивает на юг, с востока к нему примыкает 3-й Тушинский проезд, и 2-й Тушинский проезд заканчивается примыканием к нему с востока 1-го Тушинского проезда. Нумерация домов начинается со стороны реки Сходни.

## Примечательные здания и сооружения
По нечётной стороне:
По чётной стороне:

## Транспорт
По 2-му Тушинскому проезду проходит маршрут автобуса № 432. Юго-западнее проезда, на Волоколамском шоссе, расположена остановка «Академия коммунального хозяйства» автобусов № 2, 88, 210, 248, 266, 541, 542, 549, 568, 575, 589, 614, 631, 640, 741, 777, 930, севернее, на Строительном проезде, — остановка «13-й микрорайон Тушина» автобусов № Т, 199, 252, 432, 678.

### Метро
- Станция метро «Тушинская» Таганско-Краснопресненской линии — юго-восточнее проезда, на проезде Стратонавтов.

### Железнодорожный транспорт
- Платформа «Тушинская» Рижского направления МЖД — юго-восточнее проезда, на проезде Стратонавтов.
- Платформа «Трикотажная» Рижского направления МЖД — юго-западнее проезда, на Трикотажном проезде.